# ATSC
ATSC (англ. Advanced Television Systems Committee) —  міжнародна, некомерційна організація, яка розробляє стандарти для передових телевізійних систем, була заснована в 1982 році. Зокрема ATSC працює для координації телевізійних стандартів в середовищі цифрового телебачення, інтерактивних систем і широкосмугового мультимедіа. Стандарти ATSC зосередилися на транспортному рівні, а саме передачі аудіо, відео і даних. Організація також розробляє і подає стратегії для впровадження цифрового телебачення.
Назва ATSC також відноситься до цифрового телевізійного стандарту організації, ефективного, зокрема, в Сполучених Штатах. Він еквівалентний Європейському DVB-T стандарту. Стандарти DVB-T і ATSC не сумісні один з одним — ATSC декодери не в змозі отримати переданий сигнал в DVB-T, або навпаки. Комісія встановлює стандарти для роздільної здатності дисплея: SDTV, EDTV і HDTV.
Канада, Південна Корея, Тайвань і Аргентина (аналогове мовлення в стандарті PAL) також адаптували і затвердили стандарт ATSC як національний стандарт цифрового наземного ТБ.
Основними виробниками ATSC-обладнання є найбільші фірми: Zenith, Harris, Ktech, Itelco, Toshiba, Thomson, Sony, Lucent, Mitsubishi, Motorola, Sarnoff, LG, Samsung, NDS, Hewlett Packard і ін Завдяки їх зусиллям одночасно з початком наземного цифрового мовлення в США з'явилися приставки (STB, Set-Top Boxes) вартістю від $ 600 до звичайних телевізорів стандартної чіткості (SDTV, Standart Definition Television) для прийому цифрових програм і комп'ютерні плати (вартістю близько $ 800) для перегляду цифрових програм на екрані комп'ютерного монітора при числі активних рядків 720 (режим XGA). Водночас головним напрямком повного переходу до цифрового мовлення в США є перехід до телебачення високої чіткості (HDTV, High Definition Television) з новою якістю картинки на екрані цифрового широкоформатного телевізора і відношенням ширини екрану до висоти 16:9 і числом активних рядків 1080. При цьому HDTV-програми супроводжуються високоякісною звуковою системою Dolby AC-3 з 5-ма основними каналами передачі звуку і одним допоміжним каналом.